# 0課時是Inssa Time
《0課時是Inssa Time》為韩國Studio V Plus企劃與製作，2024年11月10日及17日透過KT Alpha旗下的有線頻道Cinema Heaven（시네마천국）上線公開的原創劇集，由裴河那執導，高伊燦執筆劇本。OTT平台Wavve每週日同步上線四集。IPTV與OTT平台包括TVING、Watcha...等於隔日播出；韓國Netflix則在11月18日上線公開全八集內容。
海外由日本的ABEMA獨家播出。Rakuten Viki則將於12月1日上線。

## 劇情簡介
本劇講述一位成為匿名社群應用程式「Inssa Time」（인싸타임）管理者，並且知道所有學生秘密的邊緣人（아싸），加入極度想參與其中的人氣王（핵인싸）群體後所展開的青少年秘密羅曼史。

## 演員陣容
| 演員                | 角色   | 介紹 |
| 金宇碩              | 姜宇彬 | 人氣王，也是一間大型娛樂公司的練習生，被全校學生推崇為完美的存在。不僅擁有出眾的外貌，而且還擅長學習，簡直就像是超越網路漫畫設定的天生明星，但他隱藏著絕對不能被任何人發現的秘密。從未被懷疑過的宇彬，卻因一位邊緣人而陷入了尷尬的境地。 |
| 姜娜言              | 金智恩 | 個性純真又心軟，想成為受歡迎的人，但實際上卻是存在感為零的女孩。某一天，她獲得了“Inssa Time”的管理員權限，這是一個所有學生都在使用的應用程式，並且各自有著自己的秘密。                                                                   |
| 崔建                | 李東民 | 轉學生，有著出色外表和魅力。對於能再次見到金智恩感到高興，但不知為何對與她有關係的姜宇彬產生嫉妒。 |
| 孫東杓              | 牟奉久 | 與任何人都能相處融洽且情蒐能力比5G更快的學校官方消息來源。當他不說話的時候，常常被人說既溫暖又帥氣，但只要開口的瞬間，就會忙著吐出自己要說的話，是所謂的「機動嘴」。                                                                     |
| 韓彩琳              | 閔雪熙 | 聰明、行事完美的班長，有著一旦開始就頑強地完成任務的性格。除了學業之外，她還是月銷售額千萬的網店經營者，同時也是名YouTuber，這使她成為名副其實的「積極進取者」。                                                                         |
| 南基亨              |        | 班導師。 |
| 李津宇 （特别出演） | 金秀煥 | 同校生，在公車站撿到擁有“Inssa Time”管理員權限的手機。 |

## 製作與宣傳
2024年7月25日，金宇碩已被證實會參與這部戲的演出。同月，陸續公布姜娜言、崔建以及孫東杓加入劇組。特別是此劇為金宇碩與孫東杓繼X1解散之後再度合體，不僅是金宇碩11月入伍前拍攝的最後一部電視劇，也是孫東杓的演員出道作。11月18日，媒體報導，曾與金宇碩一起參加Mnet選秀節目《PRODUCE X 101》的李津宇友情客串出演。
本劇被文化體育觀光部和韓國文化產業振興院選定為OTT制作支援事業作品，於2024年8月15日完成拍摄工作。
2024年10月8日，製作公司Studio V Plus公開由金宇碩、姜娜言、崔建、孫東杓、 韓彩琳组成演出陣容，全劇共8集，將於Cinema Heaven首播。
2024年10月17日，公布《0課時是Inssa Time》社交帳號，並釋出主要演員閱讀劇本現場照片。18日首先公布男主角劇照後，陸續公開女主角及其他角色劇照。22、25日分別曝光前導與主預告片。23日起陸續公布主要角色的海報。
2024年10月29日，於首爾江南區的一指藝術廳舉行製作發表會，導演裴河那，演員金宇碩、姜娜言、崔建、孫東杓、韓彩琳悉數出席可視 ，由劇中飾演班導師的音樂劇演員南基亨擔任主持人。

## 分集列表
| 集數 | 標題   | 上線日期       | 時長   |
| ---- | ------ | -------------- | ------ |
| 1    | 第一集 | 2024年11月10日 | 21分鐘 |
| 2    | 第二集 | 2024年11月10日 | 20分鐘 |
| 3    | 第三集 | 2024年11月10日 | 24分鐘 |
| 4    | 第四集 | 2024年11月10日 | 24分鐘 |
| 5    | 第五集 | 2024年11月17日 | 26分鐘 |
| 6    | 第六集 | 2024年11月17日 | 23分鐘 |
| 7    | 第七集 | 2024年11月17日 | 21分鐘 |
| 8    | 第八集 | 2024年11月17日 | 31分鐘 |

## 原聲帶
原聲帶專輯於2024年11月19日發行，該專輯包含所有單曲，透過音樂平台AURORA在全球各大音樂網發布。
- Part.1（發行日期：2024年10月26日）[1]

| 曲序 | 曲目            | 演唱   | 时长 |
| ---- | --------------- | ------ | ---- |
| 1.   | Hello（헬로우） | 金宇碩 | 3:44 |
| 2.   | Hello（Inst.）  |        | 3:44 |

- Part.2（發行日期：2024年11月09日）[25]

| 曲序 | 曲目                                  | 演唱   | 时长 |
| ---- | ------------------------------------- | ------ | ---- |
| 1.   | Timeout（타임아웃）                   | AIMERS | 2:27 |
| 2.   | Timeout（Inst.）                      |        | 2:27 |
| 3.   | Love Is So Sweet（러브 이즈 쏘 스윗） | 姜娜言 | 3:10 |
| 4.   | Love Is So Sweet（Inst.）             |        | 3:10 |

- Part.3（發行日期：2024年11月10日）[28]

| 曲序 | 曲目                     | 演唱  | 时长 |
| ---- | ------------------------ | ----- | ---- |
| 1.   | I Feel You（아이 필 유） | Felic | 3:14 |
| 2.   | I Feel You（Inst.）      |       | 3:14 |

- Part.4（發行日期：2024年11月13日）[30]

| 曲序 | 曲目                                                | 演唱         | 时长 |
| ---- | --------------------------------------------------- | ------------ | ---- |
| 1.   | You're My Dream Come True（유어 마이 드림 컴 트루） | 素賢（소현） | 3:40 |
| 2.   | You're My Dream Come True（Inst.）                  |              | 3:40 |

- Part.5（發行日期：2024年11月16日）[32]

| 曲序 | 曲目                         | 演唱             | 时长 |
| ---- | ---------------------------- | ---------------- | ---- |
| 1.   | Close To You（클로즈 투 유） | 朱藝仁（주예인） | 3:52 |
| 2.   | Close To You（Inst.）        |                  | 3:52 |

- Part.6（發行日期：2024年11月17日）[34]

| 曲序 | 曲目                     | 演唱             | 时长 |
| ---- | ------------------------ | ---------------- | ---- |
| 1.   | 我會等待你（기다릴게요） | 千智媛（천지원） | 4:45 |
| 2.   | 我會等待你（Inst.）      |                  | 4:45 |
| 3.   | Awakening（어웨이크닝）  | 承彩琳（승채린） | 3:20 |
| 4.   | Awakening（Inst.）       |                  | 3:20 |

## 外部連結
- Wavve官方網站 （页面存档备份，存于）
- TVING官方網站
- Daum上《0課時是Inssa Time》的資料
- 互联网电影数据库（IMDb）上《0課時是Inssa Time》的资料（英文）
- 0課時是Inssa Time YouTube 
- 0課時是Inssa Time的Instagram帳戶 